# Carlos Arturo Quintero Gómez

Bischofswappen von Carlos Arturo Quintero Gómez

Carlos Arturo Quintero Gómez (* 3. August 1967 in Armenia, Departamento del Quindío, Kolumbien) ist ein kolumbianischer Geistlicher und römisch-katholischer Bischof von Armenia.

## Leben
Carlos Arturo Quintero Gómez empfing am 4. Dezember 1993 durch den Bischof von Armenia, José Roberto López Londoño, das Sakrament der Priesterweihe.
Am 12. Dezember 2018 ernannte ihn Papst Franziskus zum Bischof von Armenia. Der Apostolische Nuntius in Kolumbien, Erzbischof Luis Mariano Montemayor, spendete ihm am 2. Februar 2019 in der Kathedrale Inmaculada Concepción in Armenia die Bischofsweihe; Mitkonsekratoren waren der Erzbischof von Barranquilla, Pablo Emiro Salas Anteliz, und der Bischof von Garzón, Fabio Duque Jaramillo OFM.